# Firestarter (software)
Firestarter è un personal firewall open source. Utilizza il sistema Netfilter
(iptables/ipchains) implementato nel Kernel Linux. Firestarter fornisce un'interfaccia grafica per la configurazione delle regole e delle opzioni del firewall. Inoltre permette il monitoraggio in sistema real-time di tutto il traffico di rete, e fornisce strumenti per il port forwarding, per la condivisione della connessione internet e per l'utilizzo del DHCP.
Firestarter è distribuito sotto licenza GNU General Public License.